# Tartarocyon
Tartarocyon cazanavei — гігантський хижий родини Amphicyonidae з пізнього середнього міоцену Франції.

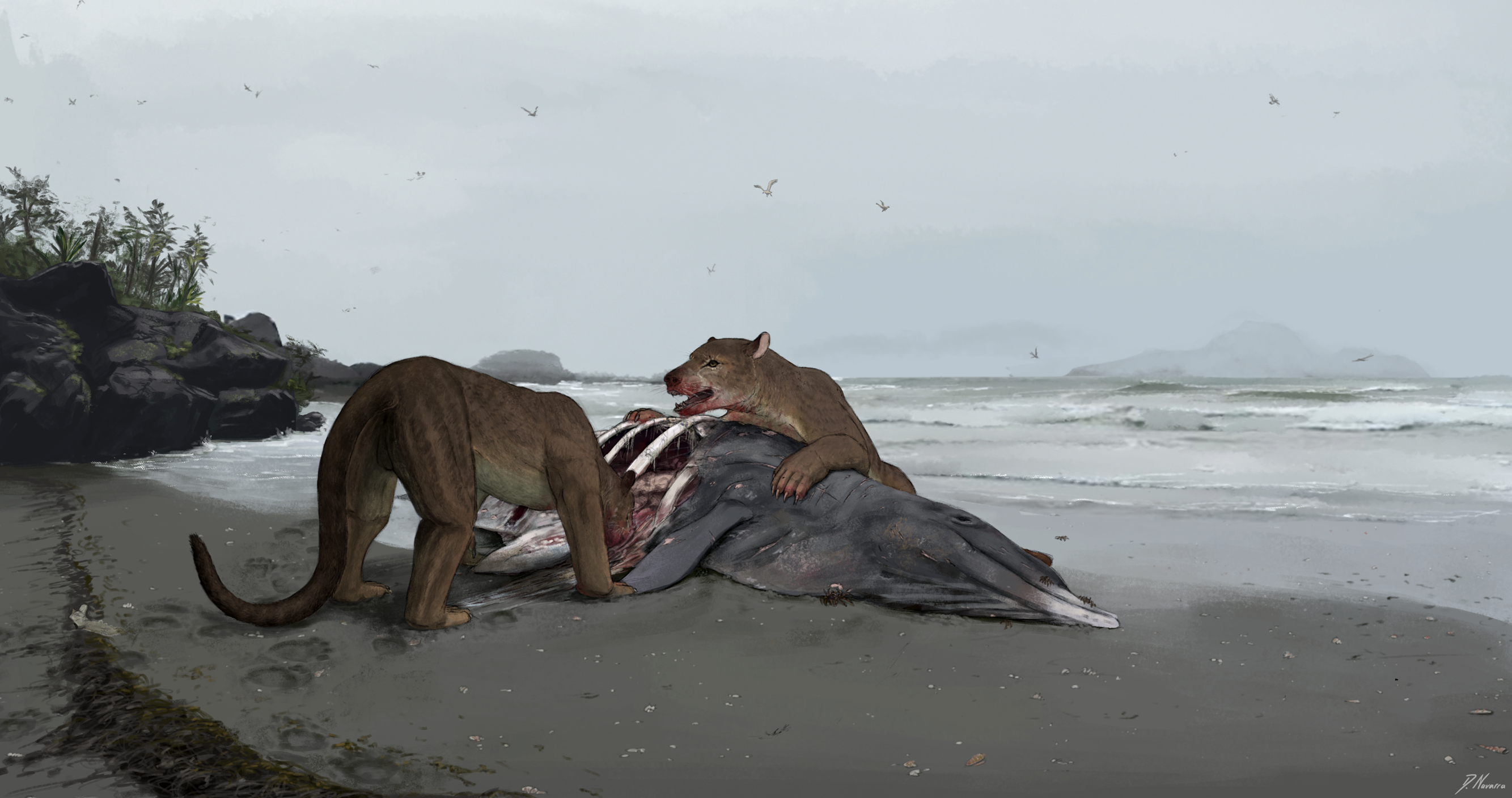
Життєва художня реконструкція пари Tartarocyon cazanavei в природному середовищі

Серравалльські наземні хребетні дуже рідко зустрічаються на північній околиці Піренейських гір. Нижня щелепа нового великого розміру амфіціоніди (≈ 200 кг) тут описана з морських відкладень Sallepisse (12,8–12,0 млн років тому). Попри те, що цей новий таксон за розмірами близький до деяких європейських амфіціонід міоцену (наприклад, Amphicyon, Megamphicyon і Magericyon), унікальна морфологія його p4, невідома в цій кладі, дозволяє створити новий рід Tartarocyon з єдиним наразі видом Tartarocyon cazanavei. Цей таксон може бути похідним від амфіціоніну типу Cynelos. Опис цього нового таксону підкреслює розмивання екологічного та морфологічного різноманіття Amphicyonidae у відповідь на добре відомі події міоцену (тобто, розселення ссавців в ранньому міоцені від Африки до Євразії, кліматичний перехід середнього міоцену, валлезійська криза).

## Етимологія
Тартаро — це ім'я легендарного велетня-людожера, що живе в південно-західних французьких Піренеях, включаючи Беарн, де вперше було описано скам'янілість. –cyon – грецьке слово, що значить «пес». Видовий епітет присвячується пану Алену Казанаву, власнику місцевості, який багато років допомагав у розкопках.